# 日本の許認可一覧
日本の許認可一覧（にほんのきょにんかいちらん）は、法令によって定められた日本の法令上の許可・認可（以下、必要に応じ単に許認可と言う）の分野別一覧である。法文上の表現に関わらず、行政講学上の「許可」・「認可」を掲載する。
対象が個人だけの許認可は以下の「個人」の節に、対象に法人・団体も含む許認可は以下の「法人・団体など」の節に記載する（ちなみに、「法人・団体など」の節には、個人と法人・団体の双方を対象とする許認可も記載する）。
各許認可には、根拠法、許認可の種類、許認可を与える行政機関を示した。また、「法人・団体など」の節に記載したものについては、許認可を受ける対象となる者も簡単に示した。なお、この一覧では、原則として個々の詳細な区分（甲乙種の別、1種2種の別など）は、付記にとどめる。

## 個人の日常生活関係

### 内閣府関係
〈国家公安委員会関係〉
- 【銃砲刀剣類所持等取締法】
  - 猟銃・空気銃所持許可
  - 銃砲所持許可
  - 刀剣類所持許可

### 総務省関係
- 【電波法】
  - 無線局開設許可―無線局免許状

### 警察庁・国家公安委員会関係
- 【道路交通法】
  - 自動車運転免許

## 法人・団体・個人事業主など

### 内閣府関係
〈金融庁関係〉
- 【投資信託及び投資法人に関する法律】
  - 投資信託委託業者 - 内閣総理大臣
- 【貸金業の規制等に関する法律】
  - 貸金業 - 内閣総理大臣（財務局長）あるいは知事。営業所が複数都道府県内に存在する場合は財務局、1都道府県内だけに存在する場合は都道府県知事
- 【金融商品取引法】
  - 証券会社

- 【民間資金法第26条第2項】
  - 自動車駐車場等運営事業

### 総務省関係
- 【電波法】
  - 放送事業者
- 【電気通信事業法】
  - 電気通信事業
- 【地方公務員法】
  - 営利企業等への従事許可
- 【消防法】
  - 危険物倉庫設置許可（ガソリンスタンド、製造所・貯蔵所）
  - 石油等危険物取扱業

### 警察庁・国家公安委員会関係
- 【古物営業法】
  - 古物商
- 【質屋営業法】
  - 質屋
- 【金属くず条例】
  - 金属くず商許可

- 【風俗営業等の規制及び業務の適正化等に関する法律】
  - 風俗営業
    - パチンコ店、ゲームセンターなど含む
- 【道路交通法】
  - 道路使用許可

### 財務省関係
- 【たばこ事業法】
  - 製造たばこ小売販売業（要するにタバコ屋）
- 【塩事業法】
  - 塩製造業の登録許可
  - 塩卸売業の登録許可
- 【酒税法】
  - 酒類免許
    - 酒類製造免許（製造場ごとに付与）
      - 清酒製造免許
      - 合成清酒製造免許
      - 連続式蒸留焼酎製造免許
      - 単式蒸留焼酎製造免許
      - みりん製造免許
      - ビール製造免許
      - 果実酒製造免許
      - 甘味果実酒製造免許
      - ウイスキー製造免許
      - ブランデー製造免許
      - 原料用アルコール製造免許
      - 発泡酒製造免許
      - その他の醸造酒製造免許
      - スピリッツ製造免許
      - リキュール製造免許
      - 粉末酒製造免許
      - 雑酒製造免許

    - 酒類販売業免許
      - 全酒類卸売業免許
      - ビール卸売業免許
      - 洋酒卸売業免許
      - 輸出入酒類卸売業免許
      - 特殊酒類卸売業免許
      - 一般酒類小売業免許
      - 通信販売酒類小売業免許
      - 特殊酒類小売業免許

### 文部科学省関係
- 【学校教育法】
  - 学校の設置廃止等認可

### 国土交通省関係
- 【河川法】
  - 河川流水の占用の許可・水利権（同法第23条）
  - 河川区域内の土地を占用する場合（同法第24条）
  - 河川区域内の土石等の採取の許可（同法第25条）
  - 河川区域内で工作物の新築・改築・除却をする場合（同法第26条第1項）
  - 河川区域内で土地の掘削、盛土等の形状変更をする場合（同法第27条第1項）
  - 河川における竹木の流送等の禁止、制限又は許可（同法第28条）
  - 河川の流水等について河川管理上支障を及ぼすおそれのある行為の禁止、制限又は許可（同法第29条）
  - 河川保全区域内で土地の形状変更、工作物の新築及び改築をする場合（同法第55条第1項）
  - 河川予定地で土地の形状変更、工作物の新築及び改築をする場合（同法第57条第1項）
  - 河川保全立体区域における土地の形状変更、工作物の新築及び改築をする場合（同法第58条第4項）
  - 河川予定立体区域における土地の形状変更、工作物の新築及び改築をする場合（同法第58条第6項）
  - 河川協力団体に対する河川管理者の許可等の特例（同法第58条第13項）
- 【気象業務法】
  - 予報業務許可事業者（同法第17条・18条）
- 【道路法】
  - 道路の占用の許可（同法第32条～33条）
  - 公募を行った場合における道路の占用の許可（計画の認定、同法第48条の28）
  - 占用入札を行った場合における道路の占用の許可（同法第39条第7項）
  - 限度超過車両の通行の許可等（同法第47条の2）
  - 自動車専用道路と連結させようとする場合の道路管理者の許可（連結許可、同法第48条の5～10）
  - 車両の停留の許可（同法第48条の32）
  - 道路協力団体に対する道路管理者の承認等の特例（同法第48条の50）

- 【貨物自動車運送事業法】
  - 貨物運送業
    - 一般貨物自動車運送事業
    - 特定貨物自動車運送事業
    - 貨物軽自動車運送事業（「赤帽」など）
- 【貨物自動車運送事業法】
  - 旅客運送業
    - 一般貸切旅客自動車運送事業（観光バスなど）
    - 一般乗合旅客自動車運送事業（路線バスなど）
    - 一般乗用旅客自動車運送事業（タクシーなど）
    - 特定旅客自動車運送事業
    - 無償旅客自動車運送事業（過疎地の廃止代替バス）
- 【鉄道事業法】
  - 鉄道事業
    - 第一種・第二種・第三種鉄道事業者
- 【軌道法】
  - 軌道事業（路面電車、新交通システム、モノレールなど）
- 【航空法】
  - 航空運送事業許可（一般に言う航空会社、エアライン）
  - 航空機使用事業許可（航空機による取材、農薬散布など）
  - 航空運送代理店業届出（フォワーダー）
  - 外国人国際航空運送事業者許可
- 【海上運送法】
  - 旅客船業の許可
- 【内航海運業法】
  - 内航運送業
- 【造船法、小型船造船業法】
  - 造船業・舶用工業の許可
- 【建設業法】 建設業許可
  - 特定建設業（大臣、知事）
  - 一般建設業（大臣、知事）
- 【宅地建物取引業法】
  - 宅地建物取引業免許
- 【都市計画法】
  - 開発許可制度
- 【土地区画整理法】
  - 区域内の建築行為等の許可（同法76条）
  - 指定検定機関の休止、廃止の許可（同法第117条の15）
- 【建築基準法】
  - 仮使用の認定（法第7条の6、法第87条の2、法第88条）
  - 道路の位置の指定（法第42条第1項第五号）
  - 建築物の敷地と道路との関係の認定（法第43条第2項第一号）
  - 建築物の敷地と道路との関係の許可・接道義務の特例（法第43条第2項第二号）
  - 公衆便所等の道路内における建築許可（法第44条第1項第二号）
  - 公共用歩廊等の道路内における建築許可（法第44条第1項第四号）
  - 用途地域における建築等許可（法第48条各項）
    - 第一種低層住居専用地域及び第二種低層住居専用地域におけるコンビニ等に係る建築基準法第48条の規定に基づく許可

  - 特殊建築物等敷地許可（法第51条ただし書き許可）
  - 機械室等に関する容積率の例外認定（法第52条第6項第三号）
  - 機械室等に関する容積率の例外許可（法第52条第14項）
  - 敷地面積の最低限度を下回る建築許可（法第53条の2第1項第3号許可）
  - 高さ制限の例外認定（法第55条第2項）
  - 高さ制限の例外許可（法第55条第4項第一号、第二号）
  - 日影規制に係る既存不適格建築物の増改築に関する許可（建築基準法第56条の2第1項許可）
  - 日影規制の例外許可（法第56条の2）
  - 総合設計の許可（法第59条の2）建築協定の認可（法第70条第1項）
  - 一人で定める建築協定の認可（法第76条の3第2項）
  - 仮設建築物の建築許可（法第85条第6項、第7項）
  - 総合的設計による一団地の建築物の特例認定（法第86条第1項、第2項、法第86条の2）
  - 既存不適格建築物の敷地と道路との関係に関する制限の適用除外に係る認定（令第137条の12第6項）
  - 既存不適格建築物の道路内における制限の適用除外に係る認定（令第137条の12第7項）
  - 移転認定（令第137条の16第二号）

- 【旅行業法】
  - 旅行業

### 農林水産省関係
- 【農地法】
  - 農地の所有権移転許可（第3条許可）
  - 農地転用許可制度
- 【土地改良法】
  - 土地改良事業、都道府県知事の認可
  - 農用地の形質変更等、都道府県知事の許可
- 【家畜商法、家畜改良増殖法、養鶏振興法等】
  - 家畜商免許
  - 家畜人工授精師免許
  - 家畜人工授精所開設許可
  - ふ化業者登録
- 【養蜂振興法】
  - 蜜蜂飼育届
  - 蜜蜂転飼許可

- 【森林法】
  - 林地開発許可制度
  - 各種保安林の伐採
  - 地域森林計画対象民有林（5条森林）伐採等の許可
- 【合法伐採木材等の流通及び利用の促進に関する法律】
  - 森林伐採許可、公営伐採許可、伐採木搬出許可
  - 国有地にある森林の伐採木販売許可
  - 村落共同体共有林公営伐採許可
  - 黒檀伐採特別許可
  - 収益および商業の目的のための林業活動
    - 森林インベントリー、森林の利用、造林の許可をどれか一つ受ける必要がある

  - 木材加工許可、林業操業許可、林産物の第一次加工のための工場の操業許可を受けた者が業務の一部を下請けに出す許可
- 【漁業法】
  - 許可漁業の許可申請（大臣許可、知事許可）
    - 起業の認可に基づく許可（法39条）
    - 継続の許可（法45条1号）
    - 廃止代船許可（法45条2号）
    - 沈没代船許可（法45条3号）
    - 承継許可（法45条4号）
- 【獣医療法】
  - 獣医業

### 厚生労働省関係
- 【医薬品医療機器等法】
  - 化粧品製造販売業許可
  - 化粧品製造業許可
  - 医薬部外品製造販売業許可
  - 医薬部外品製造業許可
  - 医療機器製造販売業許可
  - 医療機器製造業許可
  - 医療機器修理業許可
  - 高度管理医療機器等販売業・賃貸業許可
  - 医薬品製造販売業許可
  - 医薬品製造業許可
  - 薬局の開設
  - 医薬品・医薬部外品・化粧品・医療機器の製造、製造販売
- 【医療法】
  - 医療業許可
    - 病院及び法人立診療所の開設（医師でない者（医療法人等）が診療所を開設する場合）
    - 病院及び有床診療所の使用
    - 助産所の開設（開設者が助産師以外の場合）
- 【食品衛生法】ほか
  - 登録検査機関許可
  - 飲食店（調理業）
  - 食品製造・加工
    - 食品衛生管理者（獣医師・薬剤師等）が必要な業種 - 乳製品、食肉製品、魚肉ねり製品製造業（魚肉ハム・魚肉ソーセージを製造する場合）、食用油脂、添加物、マーガリン又はショートニングの各製造業
    - その他 - 菓子類、あん類、アイスクリーム類、みそ、しょう油、納豆、めん類、清涼飲料水、乳酸菌飲料、そうざい、氷雪、かん詰又はびん詰食品、ソース類、酒類、豆腐、食品の冷凍又は冷蔵の各製造業

  - 食品類の販売 - 乳製品、食肉、氷雪、魚介類の各販売業および魚介類競り売り営業
  - 食品類の処理業 - 乳処理、食肉処理、特別牛乳さく取処理、食品の放射線照射、集乳の各業
- 【労働者派遣事業の適正な運営の確保及び派遣労働者の就業条件の整備等に関する法律】
  - 一般労働者派遣事業
- 【職業安定法】
  - 職業紹介事業
- 【旅館業法】
  - 宿泊施設（ホテル・旅館など）
- 【興行場法】
  - 映画館・劇場
- 【公衆浴場法】
  - 公衆浴場
- 【墓地、埋葬等に関する法律】
  - 墓地・納骨堂・火葬場

### 経済産業省関係
- 【電気事業法】
  - 電気事業許可（電力会社）
- 【ガス事業法】
  - ガス事業許可（都市ガス会社）
- 【武器等製造法】
  - 武器製造事業者許可 - 経済産業大臣
  - 猟銃等製造事業者許可 - 都道府県知事（経済産業大臣関係）
- 【フロン類の使用の合理化及び管理の適正化に関する法律】
  - 第一種フロン類再生業者、破壊業者

### 環境省関係
- 【廃棄物の処理及び清掃に関する法律】
  - 一般廃棄物収集運搬業許可
  - 一般廃棄物処理施設許可
  - 一般廃棄物処理業許可
  - 産業廃棄物収集運搬業許可
  - 産業廃棄物処理施設許可
  - 産業廃棄物処理業許可
  - 特別管理産業廃棄物収集運搬業許可
  - 特別管理産業廃棄物処理施設許可
  - 特別管理産業廃棄物処理業許可
  - 産業廃棄物の輸入の許可
  - 産業廃棄物の輸出の許可
  - 浄化槽清掃業許可
- 【土壌汚染対策法】
  - 汚染土壌処理業許可
- 【使用済自動車の再資源化等に関する法律】
  - 使用済自動車解体業許可
  - 使用済自動車破砕業許可
- 【鳥獣の保護及び狩猟の適正化に関する法律】
  - 鳥獣の捕獲等及び鳥類の卵の採取等の許可
  - 販売禁止鳥獣等の販売の許可
  - 危険猟法の許可
- 【絶滅のおそれのある野生動植物の種の保存に関する法律】
  - 捕獲等の許可
  - 譲渡し等の許可
- 【特定外来生物による生態系等に係る被害の防止に関する法律】
  - 飼養等の許可
- 【自然公園法】
  - 許可行為

### 人事院
- 【国家公務員法】
  - 国家公務員の兼業